# Marele 120-celule icosaedric
În geometrie marele 120-celule icosaedric sau marele icosaplex este un politop cvadridimensional stelat regulat. Cele 120 de celule ale sale sunt mari icosaedre. Are 120 de vârfuri, 720 de laturi și 720 de fețe. Are simbolul Schläfli {3,5/2,5}. Este unul dintre cele 10 politopuri Schläfli–Hess regulate.

## Politopuri înrudite
Are același aranjament al laturilor ca și micul 120-celule stelat și largul 120-celule stelat, și același aranjament al fețelor cu 600-celule.
| H3 | A2 / B3 / D4 | A3 / B2 |
| -- | ------------ | ------- |
|    |              |         |

Împreună cu dualul său formează compusul de marele larg 120-celule cu marele 120-celule icosaedric